# マックス・フォン・ラウエ
マックス・テオドール・フェリックス・フォン・ラウエ（Max Theodor Felix von Laue、1879年10月9日 - 1960年4月24日）は、ドイツの物理学者。
結晶によるX線の回折現象を発見し、X線が電磁波であることを示した。その業績により1914年のノーベル物理学賞を受賞した。光学、結晶学、量子力学、超伝導、相対性理論といった分野への科学的貢献に加え、約40年に渡ってドイツの科学的研究開発の進歩を管理する立場でも貢献した。特に第二次世界大戦後のドイツ科学界の再生に貢献した。また、国家社会主義には強く反対した。

## 人物・生涯

### 前半生
Pfaffendorf（現在のコブレンツの一部）で生まれる。1898年、ストラスブールで大学入学資格試験に合格したが徴兵され、兵役期間終了後の1899年からストラスブール大学、ゲッティンゲン大学、ミュンヘン大学で数学と物理学と化学を学ぶ。ゲッティンゲン大学では物理学者のヴォルデマール・フォークトやマックス・アブラハム、数学者のダフィット・ヒルベルトに強く影響を受けた。ミュンヘンで1学期だけすごした後、1902年にベルリン大学に転校。そこでマックス・プランクに師事。プランクは1900年12月14日にドイツ物理学会で量子力学の誕生を告げる有名な論文を発表していた。ベルリンではオットー・ルンメルの熱放射と干渉分光学についての講義を受けており、1903年に博士号を取得する際の学位論文はその影響を受けて平行平面板における干渉現象を扱ったものだった。その後1905年までゲッティンゲン大学で過ごし、1906年にミュンヘン大学でアルノルト・ゾンマーフェルトの下で大学教員資格を取得した。

### 相対性理論の発展と受容にも貢献
1906年、ラウエはベルリンで私講師となり、プランクの助手となった。このころアルベルト・アインシュタインと初めて出会って友人になり、アインシュタインの相対性理論の発展と受容にも貢献した。アインシュタインのゲッティンゲン大学の講義に参加し、1907年にフィゾーの実験についての相対性理論による数学的解釈をまとめた書物を発表している。また、1910年から1911年にかけて、最初の相対性理論に関する本を執筆した。
1909年までプランクの助手を続けた。その間に放射場へのエントロピーの応用と光波の干渉性と熱力学の関係などを研究している。

### X線回折現象の発見
1909年から1912年までは、ミュンヘン大学の理論物理学研究所でアルノルト・ゾンマーフェルトの助手を務めた。1911年のクリスマス休暇から1912年1月にかけて、ゾンマーフェルトの下で学んでいたパウル・ペーター・エバルトが博士論文を書き上げた。その1月にミュンヘンのイギリス庭園を散策中、エバルトがラウエに自身の論文の内容を話した。エバルトが興味を持っていたのはスペクトルの可視光領域にある波長であり、エバルトの結晶モデルにおける共振子の間隔よりも波長が長かった。ラウエはそれを聞いて興奮し、もっと波長が短い場合にどういう効果があるかを知りたがった。硫酸銅の結晶にX線を照射し、回折像を得ることによって、X線が電磁波であることを示した。物質の結晶構造を調べるために白色X線（多波長のX線）を用いて回折写真をとる方法はラウエ法と呼ばれる。同年6月、ゾンマーフェルトはゲッティンゲンで開催された物理学会でラウエ等がX線回折現象を発見したことを報告し、それが1914年のノーベル物理学賞受賞につながった。
1912年、チューリッヒ大学の物理学の教授に就任。1913年、父が貴族となったため、ラウエ本人も「マックス・フォン・ラウエ」を名乗るようになった。
1914年から1919年までフランクフルト大学で理論物理学の教授を務めた。1916年からヴュルツブルク大学で軍用の電話および無線通信のための真空管開発に関わるようになった。
1919年、ベルリン大学の理論物理学の教授に就任し、名誉教授となる1943年まで教授職を務めた。1919年当時、ベルリン大学には他にヴァルター・ネルンスト、フリッツ・ハーバー、ジェイムス・フランクがいた。ラウエは毎週開催されていたベルリン物理学セミナーの主催者の1人として、ネルンストやアインシュタインと最前列に座っていることが多かった。アインシュタインはベルリン郊外にあったカイザー・ヴィルヘルム物理学研究所からセミナーに通っていた。ベルリン大学でのラウエの教え子としては、レオ・シラードやフリッツ・ロンドンらがいる。1921年、相対性に関する2冊めの著作を出版した。
ドイツ物理工学院（PTR）のコンサルタントとして、ラウエはそこで超伝導を研究していたヴァルター・マイスナーと出会った。マイスナーは超伝導体の内部の弱い磁場がゼロになるというマイスナー効果を発見。1932年、ラウエは超伝導状態を破壊する臨界磁場のしきい値が物体の形状によって異なることを示した。ラウエは超伝導について12本の論文と1冊の本を発表している。論文のうち1つはフリッツ・ロンドンとハインツ・ロンドンの兄弟との共同論文となっている。マイスナーは1960年にラウエの伝記を出版している。
1911年、カイザー・ヴィルヘルム学術振興協会（現在のマックス・プランク学術振興協会）が創設された。研究機関に資金提供することで科学振興を目指す組織である。そのような研究機関のひとつとして1914年にベルリン郊外に創設されたカイザー・ヴィルヘルム物理学研究所 (KWIP) があり、アインシュタインが所長を務めていた。ラウエは1917年から同研究所の理事を務め、1922年には副所長となり、管理職としての仕事をアインシュタインから任された。アドルフ・ヒトラーが首相になった1933年、アインシュタインは海外旅行先でそのまま亡命した。ラウエがKWIPの所長職を引き継ぎ、ピーター・デバイが所長となった1935年から1939年までを除いて、1946年または1948年まで所長を務めた。1943年、空襲などによる被害を避けるためKWIPはヘッヒンゲンに移転。ラウエはヘッヒンゲンで物理学史の本 Geschichte der Physik を執筆し、後にいくつかの言語に翻訳されて出版された。

### 国家社会主義に反対
ラウエは国家社会主義には反対の立場で、特にアインシュタインの相対性理論を「ユダヤ物理学」として無視したフィリップ・レーナルトの「ドイツ物理学」の考え方には反対だった。ラウエはドイツ国内で迫害された科学者たちを国外に密かに逃がすことにも協力していたが、同時に公然とナチズムに反対を唱えた。1933年9月18日のヴュルツブルクでの物理学会での演説、ヨハネス・シュタルクとの対立、1934年にフリッツ・ハーバーが亡くなった際のコメント、ハーバーの追悼式典への出席など、ラウエのナチズムへの勇気ある反抗を示す例は数多い。
- ドイツ物理学会の会長だったラウエは、1933年の学会で開会講演を行った。その中でガリレオの迫害やコペルニクスの地動説への抑圧と「ドイツ物理学」を提唱する者たちがアインシュタインの相対性理論を「ユダヤ物理学」と呼んで迫害する様を対比させて述べた。
- 1919年にノーベル物理学賞を受賞したヨハネス・シュタルクは「ドイツ物理学」の推進者の1人だった。1933年5月、顧問全員の反対にもかかわらず、シュタルクはPTRの所長に任命された。これに対してラウエは、シュタルクのプロイセン科学アカデミー正会員資格を剥奪した。
- フリッツ・ハーバーは1918年のノーベル化学賞を受賞した。ドイツ化学界への多大な貢献にもかかわらず、1933年のユダヤ人公職追放令によってハーバーは国外移住を余儀なくされ、1934年に移住先で亡くなった。ラウエはハーバーの死に対するコメントで[17]、ハーバーをアテナイから追放されたテミストクレスにたとえ、国家社会主義の方針への直接的な疑義を提示した。
- プランクとラウエはハーバーの一周忌にあたる1935年1月29日、ベルリン近郊でハーバー追悼式典を開催した。政府の研究機関に勤める研究者の参列は禁止された。多くの科学者や技術者が代理として妻を出席させた中、ラウエと Wolfgang Heubner の2人だけが参列した[18][19]。これはラウエの国家社会主義への明確な反対の表明でもあった。また、この日の翌日が国家社会主義がドイツを支配するようになってから2周年の記念日でもあり、その日にハーバーの追悼式典を開催することは重要な意味を持っていた。

これらの行動により、ラウエは政府に睨まれることになった。また、シュタルクのプロイセン科学アカデミー会員資格の問題に対応して、ラウエは1925年から務めていたPTRの顧問の職を剥奪された。Welkerの Nazi Science: Myth, Truth, and the Atomic Bomb の4章および5章には、プロイセン科学アカデミーの実権を握ろうとするナチスに反抗するラウエやプランクの苦闘が詳しく描かれている。
第二次世界大戦中にナチス・ドイツがデンマークに侵攻したとき、ハンガリー人化学者ゲオルク・ド・ヘヴェシーはラウエとジェイムス・フランクのノーベル賞の金メダルを預かっていた。彼はそれらを王水に溶かし、ナチスに盗まれないようにした。ヘヴェシーはその溶液をニールス・ボーア研究所の自分の研究室の棚に隠した。戦後、研究所に戻ったヘヴェシーは溶液がそのまま保管されているのを見つけ、その酸から金を抽出した。ノーベル財団は元々金メダルだった金を使って再び金メダルを作って2人に再贈呈した。

### イングランドに拘留
1945年4月23日、フランス軍がヘッヒンゲンに侵攻。翌日にはアルソス作戦の派遣団が到着した。これはドイツの原子エネルギー研究の詳細を調査し、機器を確保し、ソ連よりも先にドイツ人科学者らを捕らえることを任務とした作戦である。この作戦の科学顧問はドイツ系アメリカ人物理学者のサミュエル・ゴーズミットで、鉄兜をかぶった彼がラウエの自宅を訪れた。ラウエは拘束され、イングランドのハンティントンへ連行され、核開発に関わったとみなされた他の科学者とともに抑留された。
拘置された中でも、ラウエはナチスに妥協することなく生き抜いた数少ない科学者だった。このため、他の抑留者からは距離を置かれた。その間ラウエは干渉条件下でのX線吸収に関する論文を書き、後に Acta Crystallographica として発表した。1945年10月2日、ラウエ、オットー・ハーン、ヴェルナー・ハイゼンベルクの3人と王立協会会長のヘンリー・ハレット・デールらが面会した。そのときラウエは、1945年11月9日の王立協会会合でX線を発見したヴィルヘルム・レントゲンの思い出を語ってほしいと依頼された。しかし、これについては軍が許可しなかった。

### ドイツに帰国
ラウエは1946年初めにドイツに帰国し、ゲッティンゲンに移されていたKWIPの所長として活動した。同じ1946年にカイザー・ヴィルヘルム科学振興協会がマックス・プランク科学振興協会に改称し、同様にKWIP（カイザー・ヴィルヘルム物理学研究所）もマックス・プランク物理学研究所に改称した。ラウエはまたゲッティンゲン大学の準教授になった。管理者および教育者として働く傍ら、超伝導に関する本 Theorie der Supraleitung を執筆し、電子回折に関する本 Materiewellen und ihre Interferenzen や相対性理論に関する最初の本の改訂を行った。
1946年7月、ラウエはイングランドに戻って4カ月だけそこで過ごし、結晶学の国際会議に出席した。ラウエは出席を要請された唯一のドイツ人であり、大歓迎された。ラウエにはロンドンを好きなように歩き回る自由も与えられた。
戦後、ドイツ科学界の復興は大変な事業だった。ラウエはそんな中で重要な役割を果たした。1946年、分割占領されている中でイギリス占領下の地域でドイツ物理学会を立ち上げた（占領地域をまたがった組織創設は許可されていなかった）。戦時中PTRは散り散りになっていたが、ラウエは1946年から1948年にかけてその再結成に尽力し、ブラウンシュバイクに新たな施設を創設し、名称をドイツ物理工学院（PTR）から理工学研究所 （PTB）に変更した。ただし、ドイツがその運営を行うようになるのは1949年5月23日の西ドイツ成立以後である。1948年ごろ、アメリカ物理学会会長がラウエに対してドイツの物理学界の状況を尋ねた。ラウエの報告は1949年の American Journal of Physics 誌に掲載された。1950年には Verband Deutscher Physikalischer Gesellschaften（ドイツ物理学協会）の創設に関わった。
1951年4月、ラウエはマックス・プランク物理化学研究所の所長に就任し、1959年まで務めた。1953年、ラウエの要望で研究所の名称をフリッツ・ハーバー研究所と改称した。

### 私生活
1913年、軍政下で公務員だった父が貴族に列せられた。そのためラウエも「フォン」を名前につけるようになった。ミュンヘン大学の私講師時代に結婚。2人の子をもうけた。子息にアメリカで活躍した歴史学者のセオドア・フォン・ラウエがいる。
山歩き、自動車、バイク、スキーなどを趣味とした。本格的な登山家ではないが、アルプス氷河上のハイキングなどを楽しんだ。
1960年4月8日、研究所に出勤するため自動車を運転中、2日前に免許をとったばかりのバイク乗りと衝突した。バイク乗りは即死し、ラウエの自動車はひっくり返った。そのときの怪我が元となって4月24日に死去。

## 所属団体
- 1919年: プロイセン科学アカデミー通信会員 [8]
- 1921年: プロイセン科学アカデミー正会員 [7]
- 1921年以降: Notgemeinschaft der Deutschen Wissenschaft の会長[29]
- 1922年以降: ポツダム宇宙物理学観測所の理事会の一員[7]
- 1925年-1933年: ドイツ物理工学院（PTR）顧問[7]。1933年、ナチ協力者だったヨハネス・シュタルクのプロイセン科学アカデミー正会員資格を剥奪したため、PTR所長だったシュタルクの報復で解雇された。
- 1931年-1933年: ドイツ物理学会会長[7]
- ロシア科学アカデミー会員。カント協会会員。ウィーン科学アカデミー会員。アメリカ物理学会会員。フランス物理学会会員など[6]。
- ゲッティンゲン、ミュンヘン、トリノ、ストックホルム、ローマ、マドリードなど各地の科学アカデミー通信会員。ロンドン王立協会会員[6][30]。

## 受賞と栄誉
- 1914年: ノーベル物理学賞
- 1932年: マックス・プランク・メダル（ドイツ物理学会）
- 1952年: プール・ル・メリット勲章
- 1953年: ドイツ連邦共和国功労勲章大功労十字星章
- 1957年: レジオンドヌール勲章オフィシエ
- 1959年: ヘルムホルツ・メダル（東ベルリン科学アカデミー）[8]
- Landenburg Medal
- Bimala-Churn-Law Gold Medal（インド協会、コルカタ）

## 著作
- Max von Laue Die Relativitätstheorie. Band 1: Die spezielle Relativitätstheorie (Friedr. Vieweg & Sohn, Braunschweig, 1911, and 1919)
- Max von Laue Das Relativitätstheorie. Erster Band. Das Relativitätsprinzip der Lorentz-transformation. Vierte vermehrte Auflage. (Friedr. Vieweg & Sohn, 1921)
- Max von Laue Die Relativitätstheorie. Zweiter Band : Die Allgemeine Relativitätstheorie Und Einsteins Lehre Von Der Schwerkraft  (Friedr. Vieweg & Sohn, Braunschweig, 1921 and 1923)
- Max von Laue Korpuskular- und Wellentheorie (Leipzig, 1933)
- Max von Laue Die Interferenzen von Röntgen- und Elektronenstrahlen. Fünf Vorträge. (Springer, 1935)
- Max von Laue Eine Ausgestaltung der Londonschen Theorie der Supraleitung (Barth, 1942)
- Max von Laue Materiewellen und ihre Interferenzen (Akadem. Verl.-Ges. Becker & Erler, 1944) (Geest und Portig, 1948)
- Max von Laue Theorie der Supraleitung (Springer, 1947 and 1949)
  - Max von Laue, translated by Lothar Meyer and William Band Theory of Superconductivity (N.Y., 1952)
- Max von Laue Geschichte der Physik (Univ.-Verl., 1946 and 1947), (Athenäum-Verl., 1950) and (Ullstein Taschenbücher-Verl., 1959, 1966 and 1982) [This book was translated into seven other languages.[6]]
  - Max von Laue, translated by Ralph E. Oesper History of Physics (Academic Press, 1950)
  - Max von Laue Historie De La Physique (Lamarre, 1953)
  - Max von Laue Geschiedenis der natuurkunde (‘s Gravenhage, Stols, 1950 and 1954)
- Max Planck and Max von Laue Wissenschaftliche Selbstbiographie (Barth, 1948)
- Max von Laue Röntgenstrahlinterferenzen (Akadem. Verl.-Ges., 1948)
- Max von Laue Die Relativitätstheorie. Bd. 2. Die allgemeine Relativitätstheorie (Vieweg, 1953)
- Max Planck and Max von Laue Vorlesungen über Thermodynamik (de Gruyter (Gebundene, 1954)
- Walter Friedrich, Paul Knipping, and Max von Laue Interferenzerscheinungen bei Röntgenstrahlen (J. A. Barth, 1955)
- Max von Laue Die Relativitätstheorie. Bd. 1. Die spezielle Relativitätstheorie (Vieweg, 1955)
- Max von Laue Die Relativitätstheorie. Bd. 2. Die allgemeine Relativitätstheorie (Vieweg, 1956)
- Max von Laue Max von Laue
- Max von Laue Röntgenwellenfelder in Kristallen (Akademie-Verl., 1959)
- Max von Laue Von Laue-Festschrift. 1 (Akadem. Verl.-Ges., 1959)
- Max von Laue Von Laue-Festschrift. 2 (Akadem. Verl.-Ges., 1960)
- Max von Laue and Ernst Heinz Wagner Röntgenstrahl-Interferenzen (Akadem. Verl.-Ges., 1960)
- Max von Laue and Friedrich Beck Die Relativitätstheorie. Bd. 1. Die spezielle Relativitätstheorie (Vieweg, 1961 and 1965)
- Max von Laue Gesammelte Schriften und Vorträge. Bd. 1 (Vieweg, 1961)
- Max von Laue Gesammelte Schriften und Vorträge. Bd. 2 (Vieweg, 1961)
- Max von Laue Gesammelte Schriften und Vorträge. Bd. 3 (Vieweg, 1961)
- Max von Laue Aufsätze und Vorträge (Vieweg, 1961 and 1962)
- Max von Laue and Friedrich Beck Die Relativitätstheorie. Bd. 2. Die allgemeine Relativitätstheorie (Vieweg, 1965)
- Max von Laue Die Relativitätstheorie II. Die allgemeine Relativitätstheorie  (Vieweg Friedr. und Sohn Ver, 1982)

## 主な論文
- Laue, Max von (1913). “Kritische Bemerkungen zu den Deutungen der Photoframme von Friedich und Knipping”. Physikalische Zeitschrift 14 (10):  421–423. Received 1 April 1913, published in issue No. 10 of 15 May 1913. As cited in Mehra, Volume 5, Part 2, 2001, p. 922.
- Laue, Max von (1913). “Zur Optik der Raumgitter”. Physikalische Zeitschrift 14 (21):  1040–1041. Received 1 October 1913, published in issue No. 21 of 1 November 1913. As cited in Mehra, Volume 5, Part 2, 2001, p. 922.
- Laue, Max von (1913). “Röntgenstrahlinterferenzen”. Physikalische Zeitschrift 14 (22/23):  1075–1079. Presented on 24 September 1913 at the 85th Naturforsherversammlung, Vienna, published in issue No. 22/23 of 15 November 1913. As cited in Mehra, Volume 5, Part 2, 2001, p. 922.
- Laue, Max von (1913). “Zur Optik der Raumgitter”. Physikalische Zeitschrift 14 (25):  1286–1287. Received 21 November 1913, published in issue No. 25 of 15 December 1913. As cited in Mehra, Volume 5, Part 2, 2001, p. 922.
- Laue, Max von; Fritz London, and Heinz London (1935). “Zur Theorie der Supraleitung”. Zeitschrift für Physik 96 (5-6):  359–364. doi:10.1007/BF01343868.
- Laue, Max von (1949). “A Report on the State of Physics in Germany”. American Journal of Physics 17 (3):  137–141. doi:10.1119/1.1989526.